# 海南蜘蛛抱蛋
海南蜘蛛抱蛋（学名：Aspidistra hainanensis）为天门冬科蜘蛛抱蛋属的植物，是中国的特有植物，分布于海南岛等地，生长于海拔1,900米的地区，常生长在林中石旁和山谷中潮湿处，目前尚未由人工引种栽培。
其种加词“hainanensis”意为“海南的”。
现接受名为Aspidistra longifolia Hook.f., 1892。